# Thomas Edward Campbell
Thomas Edward Campbell (Prescott, 18 gennaio 1878 – Phoenix, 1º marzo 1944) è stato un politico statunitense.
È stato il governatore dell'Arizona per due periodi dal gennaio al dicembre 1917 e dal gennaio 1919 al gennaio 1923. Era rappresentante del Partito Repubblicano.